# Locomotive série 85-005 à Čačak
La locomotive série 85-005 à Čačak (en serbe cyrillique : Железничка локомотива серије 85-005 са тендером у Чачку ; en serbe latin : Železnička lokomotiva serije 85-005 sa tenderom u Čačku) se trouve devant la gare de Čačak, dans le district de Moravica, en Serbie. Elle est inscrite sur la liste des monuments culturels protégés de la république de Serbie (identifiant no SK 522),,.

## Présentation

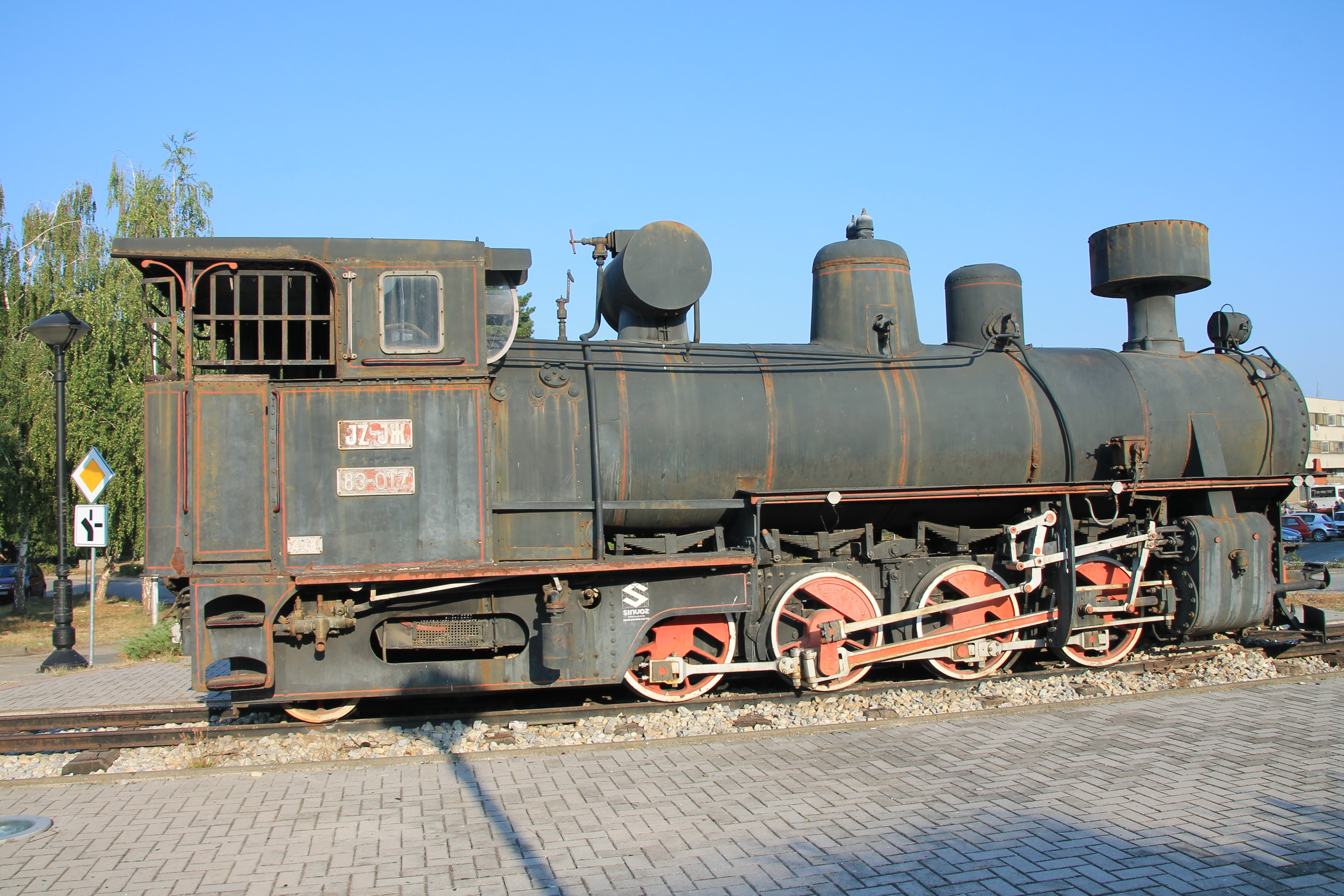
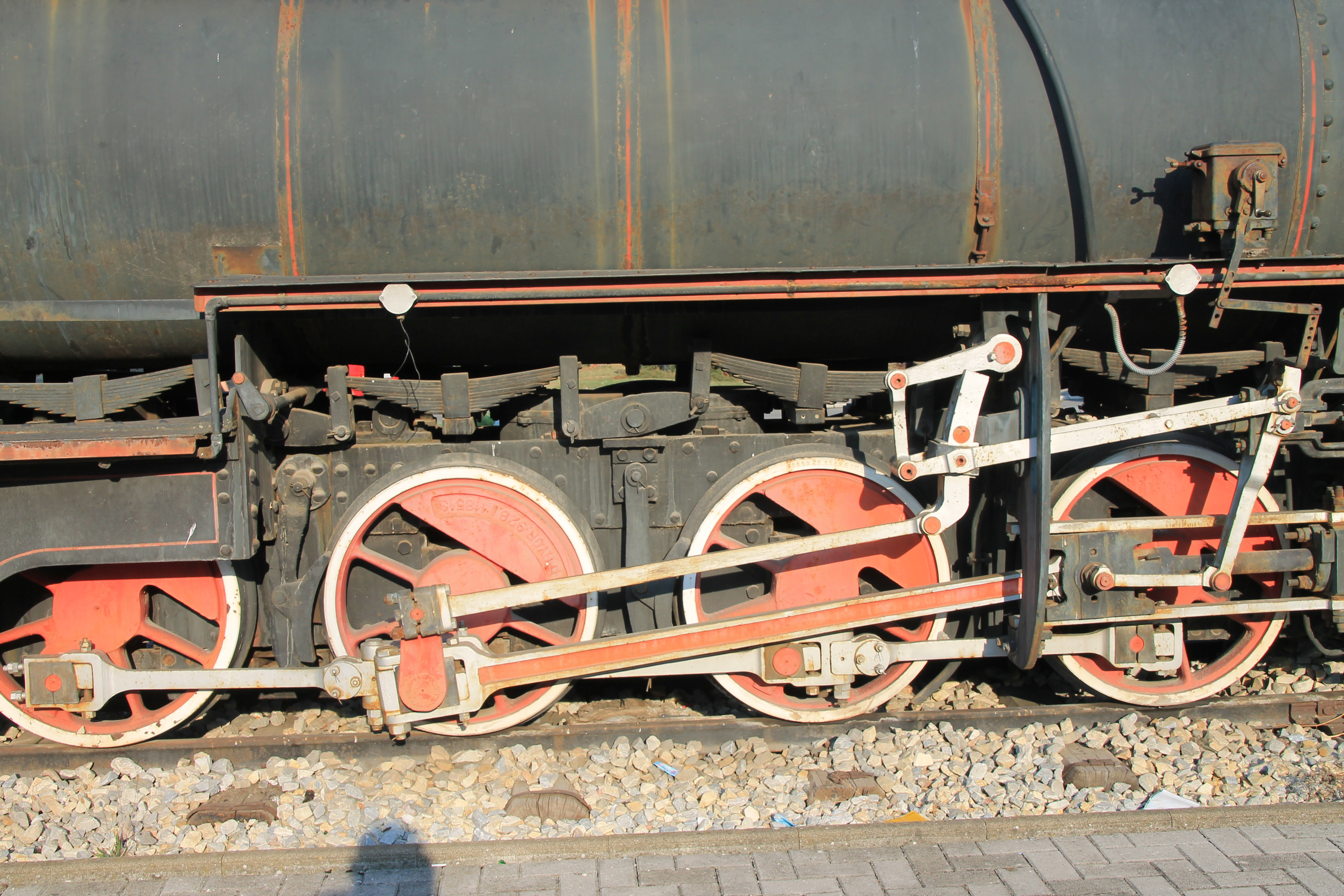
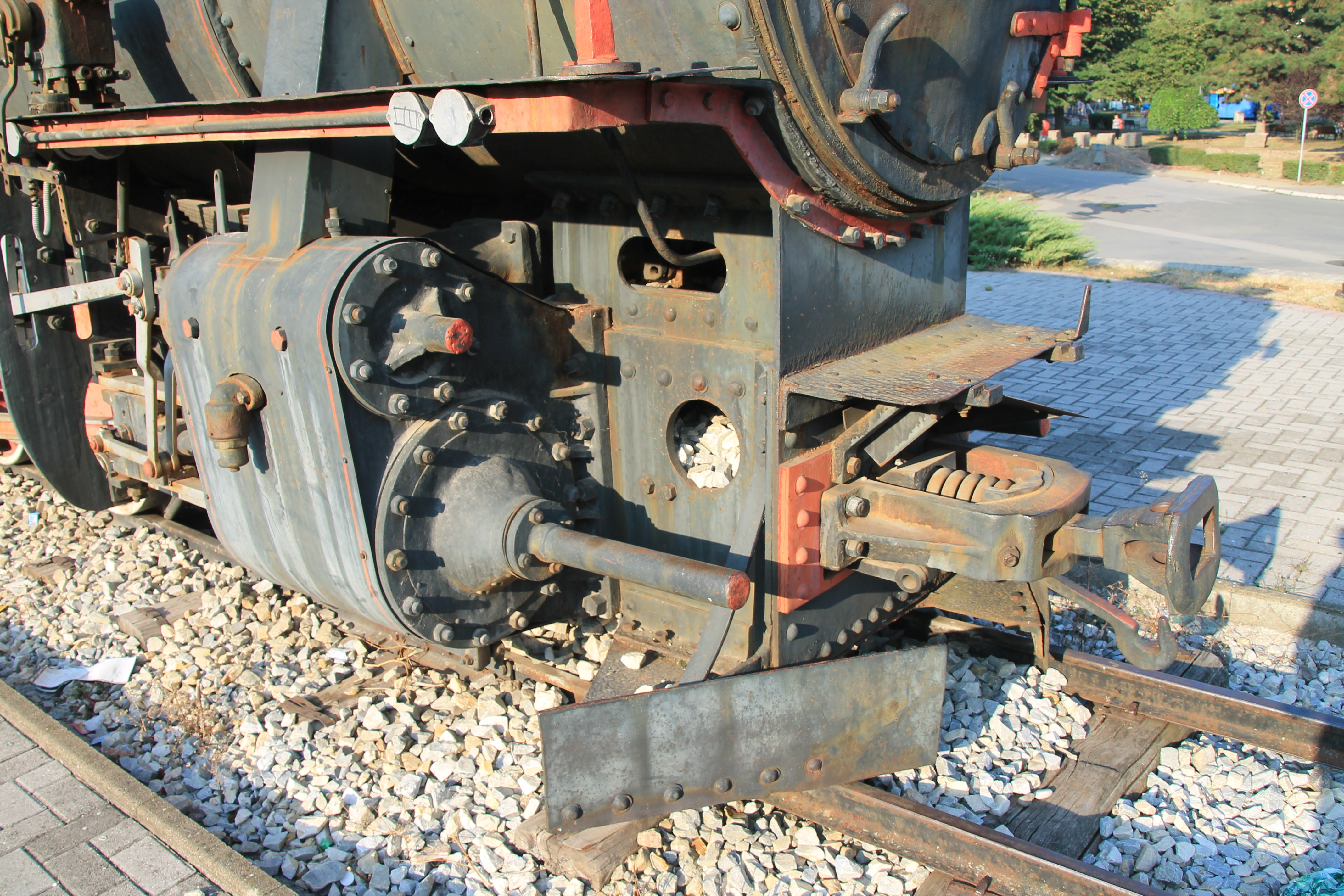
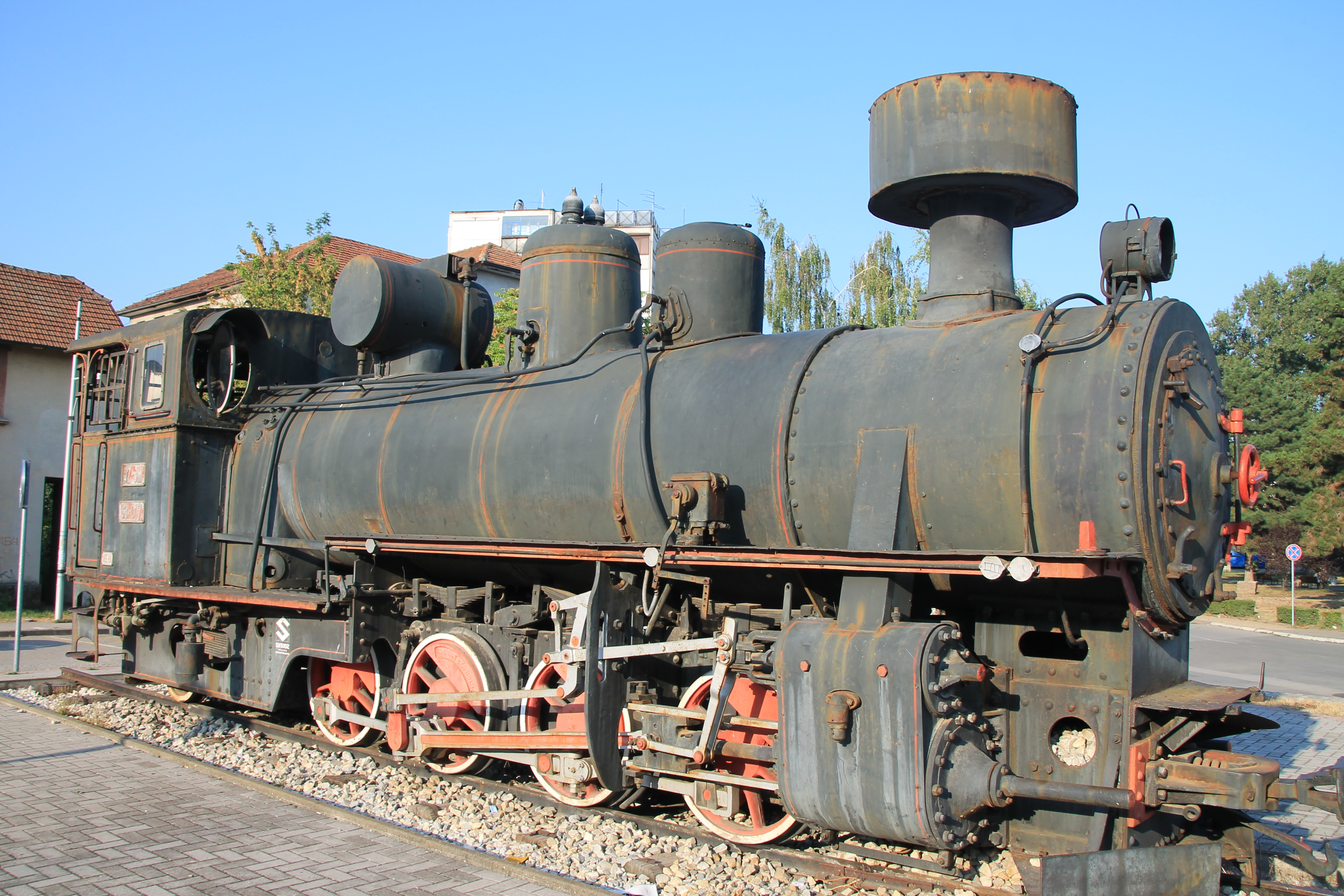
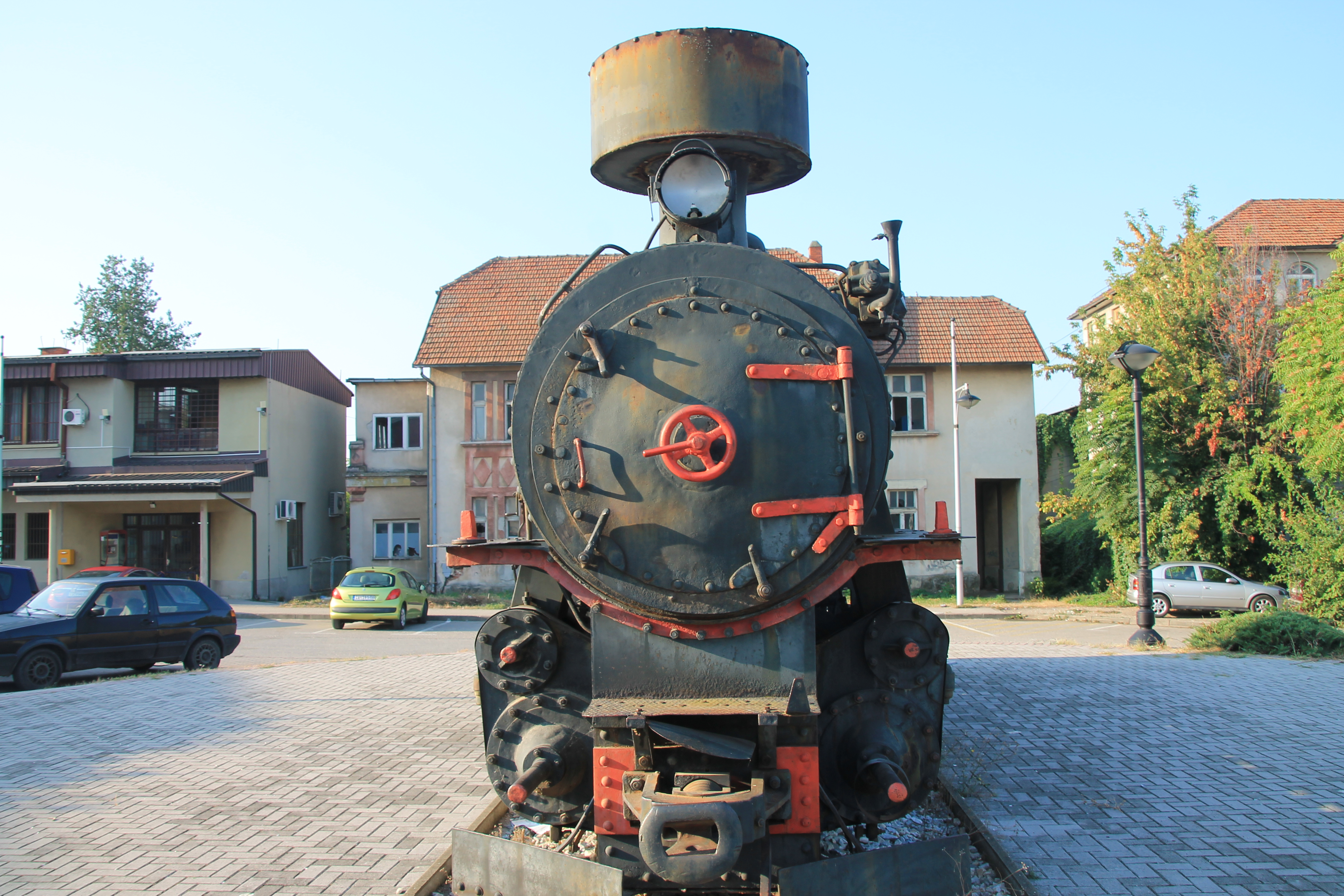
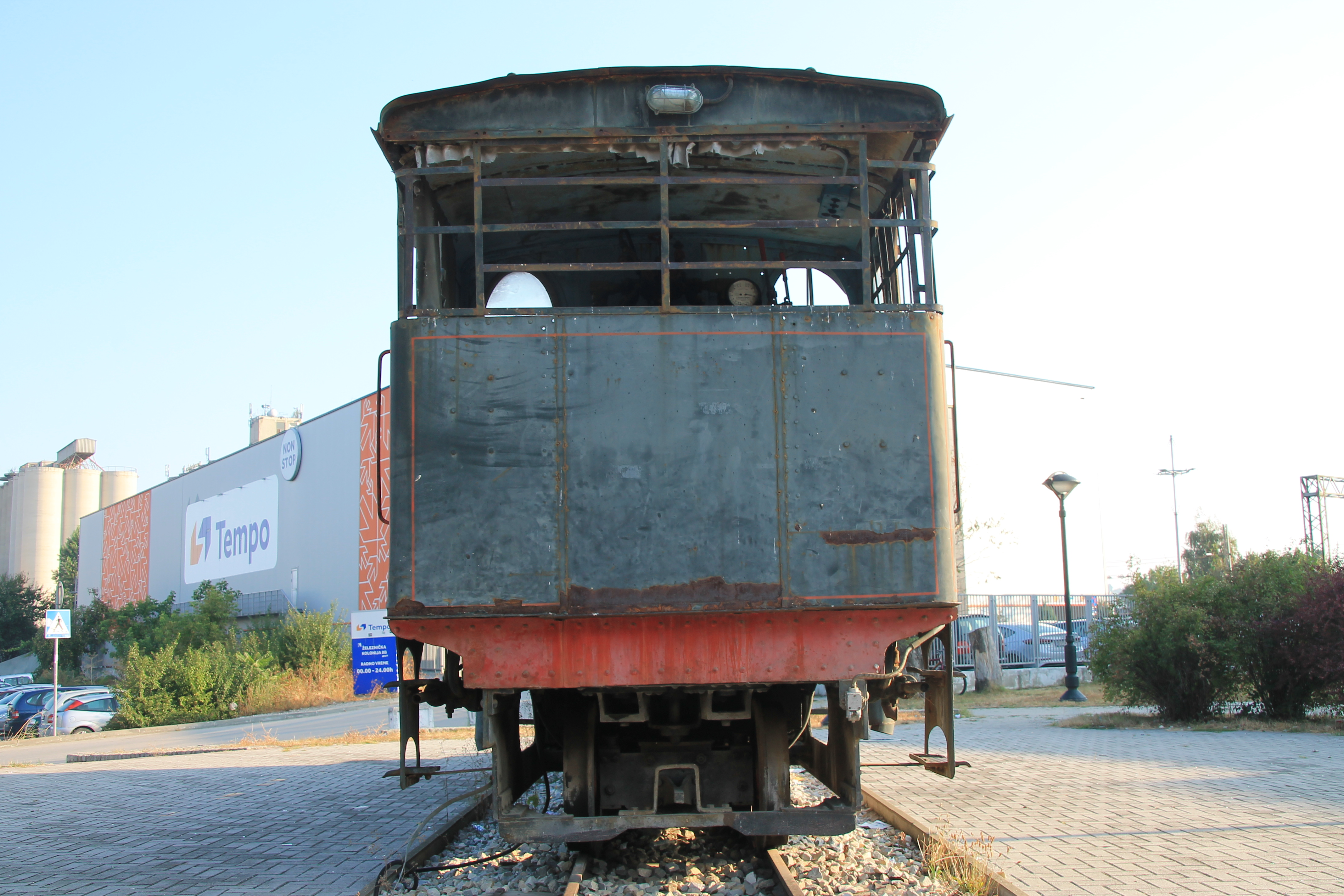